# Sureporn Pimpak
Sureporn Pimpak (ur. 14 września 1995) – tajska zapaśniczka w stylu wolnym.
Srebrna medalistka igrzysk Azji Południowo-Wschodniej w 2013 roku.